# Ethan Pinnock
Ethan Rupert Pinnock (* 29. Mai 1993 in London) ist ein englischer Fußballspieler. Nachdem er sieben Jahre im englischen Non-League football gespielt hatte, gelang ihm im Sommer 2017 mit seinem Wechsel zum FC Barnsley der Schritt in eine vollständig professionelle Spielklasse. Seit der Saison 2019/20 steht der Innenverteidiger beim Zweitligisten FC Brentford unter Vertrag. Seit 2021 ist Pinnock Mitglied der Nationalmannschaft Jamaikas.

## Karriere

### Verein

#### Dulwich Hamlet
Der in der englischen Hauptstadt London geborene Ethan Pinnock begann seine fußballerische Ausbildung beim FC Millwall, wo er in diversen Nachwuchsmannschaften auf den Positionen des Flügelspielers und Außenverteidigers spielte. Im Alter von 15 Jahren wurde er aus der Akademie der Lions freigestellt und schloss sich Dulwich Hamlet in der Isthmian League an. Dort bestritt er im August 2010 sein Debüt in der ersten Mannschaft und galt in den nächsten Saisons als Ersatzspieler. Ein Wachstumsschub veranlasste ihn in der nächsten Zeit zum Positionswechsel in die Innenverteidigung. Dort etablierte er sich in der Saison 2014/15 als unumstrittener Stammspieler und gewann spielerintern die Wahl zum besten Spieler des Vereins in dieser und in der nächsten Spielzeit. In seinen sechs Jahren im Herrenfußball bestritt Ethan Pinnock über 200 Pflichtspiele für die Südlondoner.

#### Forest Green Rovers
Am 21. Juni 2016 wechselte Ethan Pinnock zum Fünftligisten Forest Green Rovers. Auch dort war er in der Saison 2016/17 eine wichtige Stammkraft des Aufstiegsaspiranten. Am 8. Oktober 2016 (15. Spieltag) erzielte er beim 3:0-Auswärtssieg gegen North Ferriby United sein erstes Saisontor. Er absolvierte in der regulären Spielzeit 37 Ligaspiele, in denen er drei Treffer erzielen konnte und qualifizierte sich mit der Mannschaft für die Aufstiegs-Playoffs. In zwei Spielen besiegte man Dagenham & Redbridge mit einem Gesamtergebnis von 3:1 und im Endspiel um den Aufstieg schlug man die Tranmere Rovers mit 3:1 im Wembley. Pinnock war in allen drei Playoffspielen im Einsatz und stieg mit dem Verein zum ersten Mal in der Geschichte in die viertklassige EFL League Two auf.

#### FC Barnsley
Am 30. Juni 2017 wechselte Pinnock zum Zweitligisten FC Barnsley, wo er einen Vierjahresvertrag unterzeichnete. Die Ablösesumme wurde der Region rund um 500.000 Pfund Sterling vermutet. Sein Debüt bestritt er am 19. August 2017 (4. Spieltag) beim 0:1-Auswärtssieg gegen Sheffield United, als er in der Halbzeitpause für George Moncur eingewechselt wurde. Dies war für einige Monate sein einziger Ligaeinsatz und im Dezember 2017 drang er in die Startformation vor. Am 30. Dezember 2017 (25. Spieltag) erzielte er im Heimspiel gegen den FC Reading in der 91. Spielminute den Ausgleich zum 1:1-Endstand. Ende Januar 2018 rutschte er wieder aus der Startelf der Tykes und kam bis zum Ende der Saison 2017/18 nur noch sporadisch zum Einsatz. Er beendete die Spielzeit mit 12 Ligaeinsätzen, in denen er zwei Mal traf und stieg mit dem Verein in die EFL League One ab.
In der Saison 2018/19 galt Pinnock als unumstrittener Stammspieler. Er stand in allen 46 Ligaspielen über die volle Distanz auf dem Spielfeld, übernahm davon in drei Partien die Kapitänsbinde und konnte einen Torerfolg verbuchen. Mit Barnsley stieg er als Tabellenzweiter wieder in die Championship auf. Er wurde aufgrund seiner guten Leistungen vereinsintern zum Spieler der Saison ausgezeichnet und zusätzlich wurde er sowohl ins PFA als auch ins EFL League One Team of The Year gewählt.

#### FC Brentford
Am 2. Juli 2019 wechselte Ethan Pinnock zum Zweitligisten FC Brentford, wo er einen Dreijahresvertrag mit Option auf ein weiteres unterzeichnete. Als Ablösesumme wurden in den Medien drei Millionen Pfund Sterling genannt. Sein Debüt für die Bees bestritt er am 3. August 2019 (1. Spieltag) bei der 0:1-Heimniederlage gegen Birmingham City. Nachdem er von Cheftrainer Thomas Frank zu Beginn der Saison 2019/20 nur sporadisch eingesetzt worden war, brach er im November 2019 in die Startformation vor. Am 15. Februar 2020 (33. Spieltag) traf er beim 1:1-Unentschieden gegen Birmingham City erstmals für den FC Brentford.

### Nationalmannschaft
Am 15. November 2016 bestritt Ethan Pinnock ein Länderspiel für die englische C-Nationalmannschaft, einer Auswahl von Amateurspielern, als er beim 2:1-Auswärtssieg gegen die estnische U23-Auswahl in der Tallinner A. Le Coq Arena über die volle Distanz der Partie auf dem Spielfeld stand.
2021 wurde er von Theodore Whitmore in die Jamaikanische Fußballnationalmannschaft berufen. Bei der Copa América 2024 wurde er in allen drei Spielen Jamaikas eingesetzt.

## Erfolge

### Verein
Dulwich Hamlet
- Isthmian League First Division South: 2012/13

Forest Green Rovers
- Aufstieg in die EFL League Two: 2016/17

FC Barnsley
- Aufstieg in die EFL Championship: 2018/19

### Individuelle Auszeichnungen
- Dulwich Hamlet Supporters Player of the Year: 2014/15
- Dulwich Hamlet Players’ Player of the Year: 2014/15, 2015/16
- FC Barnsley Player of the Year: 2018/19
- FC Barnsley Player of the Month: Dezember 2018
- PFA EFL League One Team of the Year: 2018/19
- EFL League One Team of The Year: 2018/19

## Persönliches
Ethan Pinnock ist der Cousin des ehemaligen Fußballspielers Nyron Nosworthy, welcher in seiner Karriere unter anderem lange Jahre für den FC Gillingham und den FC Sunderland auf dem Platz stand.
Er besitzt einen vollständigen Abschluss in Sportpädagogik.